# Coptodera taiwana
Coptodera taiwana es una especie de escarabajo del género Coptodera, familia Carabidae. Fue descrita científicamente por Nakane en 1956.
Habita en Japón y Taiwán.